# Sommer-OL 2000
Sommer-OL 2000 i Sydney var et internationalt multisportsarrangement, der blev afholdt fra 15. september til 1. oktober 2000.
På vandet slog Storbritanniens Steve Redgrave sin status som legende fast, da han vandt sin femte guldmedalje i træk i rosport. I atletik blev Marion Jones den første kvinde nogensinde som vandt fem medaljer ved samme OL. 
I vandet var det australske Ian Thorpe – bedre kendt som 'Thorpedo' – der imponerede. Verdensrekord og guld i 400 m fri samt to andre guld og en sølv.
Russiske Alexei Nemov fra gymnastikmåtten burde måske have sparet op til at betale overvægt i flyet, da han havde hele seks medajler med hjem. Det samme antal som i Atlanta.
I cykelverdenen var det Jan Ullrich der imponerede, med en guldmedalje til linjeløbet og en sølvmedalje ved enkelstarten.
Det var dog Eric Ålen Moussambani fra Ækvatorialguinea der blev publikumsdarling for sine anstrengelser i svømmebassinet, men ikke på grund af gode resultater. Manden havde lært at svømme kun seks måneder før OL, og hans svømmetider var derfor ikke nær så gode som de andre deltageres. I hans indledende heat med tre deltagere blev de to andre svømmere diskvalificeret på grund af tyvstart, så alle kameraer på svømmestadion var rettet mod afrikaneren, mens han kæmpede sig gennem de to bassinlængder.
Wilson Kipketer vandt overraskende ikke guld men måtte nøjes med sølv i 800 m løb. Den seneste gang Danmark vandt guld i atletik var tilbage i Paris i 1900 i tovtrækning. Damelandsholdet i håndbold forsvarede deres guldmedalje fra Atlanta og Jesper Bank & Co. i soling vandt i en gyser over tyskerne.
Danske deltagere
- 54 mænd
- 43 kvinder

## Danske medaljetagere
Guld: 2 
- Jesper Bank, Henrik Blakskjær og Thomas Jacobsen, (Soling)
- Lene Rantala, Camilla Andersen, Tina Bøttzau, Janne Kolling, Tonje Kjærgaard, Karen Brødsgaard, Katrine Fruelund, Maja Grønbæk, Christina Roslyng Hansen, Anette Hoffmann, Lotte Kiærskou, Karin Mortensen, Anja Nielsen, Rikke Petersen, Mette Vestergaard Larsen, (Håndbold, damer)

Sølv: 3
- Wilson Kipketer, (800 meter)
- Torben Grimmel, (50 riffel)
- Camilla Martin, (Badminton, damesingle)

Bronze: 1
- Victor Feddersen, Søren Madsen og Thomas Ebert og Eskild Ebbesen (Letvægtsfirer uden styrmand)